# Цонев, Кирил
Кирил Цонев (болг. Кирил Цонев / Kyril Tsonev / Kyril Tzonev ; 1 января 1896, Кюстендил, Болгария — 5 апреля 1961, София, Народная Республика Болгария) — болгарский живописец-портретист, мастер пейзажа, график, выдающийся художник Болгарии XX века.

## Биография
Кирил Цонев родился 1 января 1896 года в городе Кюстендил на западе Болгарии.

### Молодость
В 1919 году в Софии он закончил Государственную школу рисунка (на основе которой вскоре возникла Болгарская Академия художеств). Наставниками его были профессора Цено Тодоров (болг.) (1877—1953) и Стефан Иванов (1875—1951). В период с 1919 по 1924 он учился в Вене, а затем в Мюнхенской Академии художеств, где его учителями были Гуго фон Хаберман (1849—1929) и Карл Каспар (англ.) (1879—1956). Организует выставки в Мюнхене, Дрездене, Амстердаме, Копенгагене, Сан-Франциско, Лос-Анджелесе . Его первая персональная выставка в Софии прошла в 1926 году.
С 1930 по 1931 живёт в Мехико, где встречается с видными представителями мексиканского искусства: Диего Риверой, Сикейросом, Ороско. Кирил Цонев приглашён Сикейросом для совместного исполнения трёх фресок в здании парламента в Мехико.
В 1933 Кирил Цонев вернулся в Болгарию и работал в качестве внештатного художника. 

### Поздние годы
С 1942 — профессор Болгарской Академии художеств.
В 1950 уволнен из Болгарской национальной Академии художеств “за формализм”, в 1960 реабилитиран. Десятилетие отлучения от профессии (с 1950 по 1960) Цонев посвятил работе по консервации стенописи и икон в Боянской церкви, Земенском и Драгалевском монастырях.
Признание заслуг пришло к художнику Цоневу слишком поздно. 
Он был награждён орденом «Кирилл и Мефодий» I степени и удостоен звания Заслуженный художник в 1960 году, за год до смерти.
Звание Народного художника Болгарии присвоено через 10 лет после смерти, в 1971); звание «Почётного гражданина города Кюстендил» в 1998 (через 37).

### Теория искусства
Кирил Цонев известен не только как художник, но также как автор ценных искусствоведческих работ, таких как «Технология искусства» , «Стенописите в Боянската църква» , монографии «Леонардо да Винчи» , «Веласкес» и другие.

## Изображения в сети
- Картина К. Цонева на почтовой марке: Южные плоды, 1935 Холст, масло 88 × 99 см.
- Светослав Минков, 1939 [6] Холст, масло 106 × 88 см. Городская галерея искусств Софии (болг.)
- Чёрные платки, 1947 Холст, масло. Художественная галерея «Илия Бешков», Плевен